# Saxman
Saxman (Tlingit: T’èesh Ḵwáan Xagu) ist ein Ort mit dem Status einer City im Ketchikan Gateway Borough in Alaska. Das U.S. Census Bureau ermittelte bei der Volkszählung 2020 eine Einwohnerzahl von 384.

## Geographie
Saxman befindet sich im Alaska Panhandle im Südosten Alaskas, an der Westküste von Revillagigedo Island. Saxman ist ein Vorort von Ketchikan, dessen Stadtzentrum 4 km nordwestlich liegt. In Saxman befindet sich der Saxman Totem Park.

## Geschichte
Saxman ist eine hauptsächlich von Tlingit bewohnte Gemeinde. Weiterhin leben in Saxman auch Angehörige anderer indigener Gruppen wie die der Haida und Tsimshian. 1930 erhielt Saxman den Status einer „City“. Büros der „City of Saxman“ sowie der Stammesorganisation „Organized Village of Saxman“ befinden sich in Ketchikan. Letztere unterhält die Gesellschaft „Cape Fox Corporation“.

## Demografie
Zum Zeitpunkt der Volkszählung im Jahre 2020 (U.S. Census 2020) hatte Saxman 384 Einwohner auf einer Landfläche von 2,5 km². Von den Einwohnern waren 57 Weiße, 2 afrikanisch-amerikanischer, 262 amerikanisch-indianischer Abstammung sowie 2 Asiaten.
Beim Zensus im Jahr 2000 wurden 431 Einwohner gezählt, 2010 waren es 411. Die Bevölkerungsentwicklung war in den letzten Jahren rückläufig.